# جيرارد فان دي ستين
جيرارد فان دي ستين (1922 - 2010)، هو كان دراج بلجيكي ورئيس فخري لنادي الدراجات «KVC Deinze». من عام 1946 إلى عام 1959 كان دراج محترف.